# 愛知県道332号大代赤坂線
愛知県道332号大代赤坂線（あいちけんどう332ごう おおじろあかさかせん）は、愛知県岡崎市大代町から豊川市赤坂町に至る一般県道である。

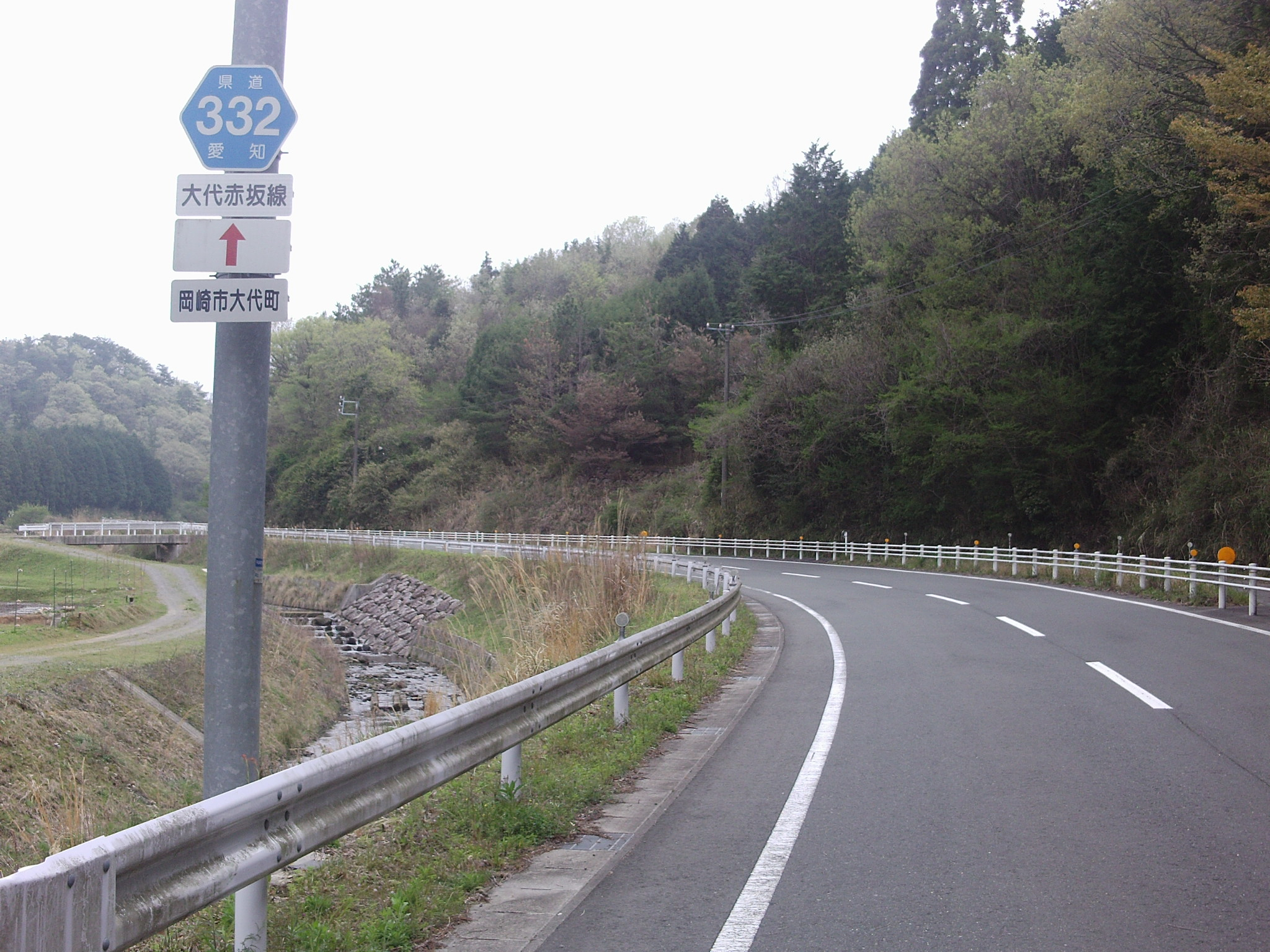
起点の大代町。宮崎街道の支線とされる道。

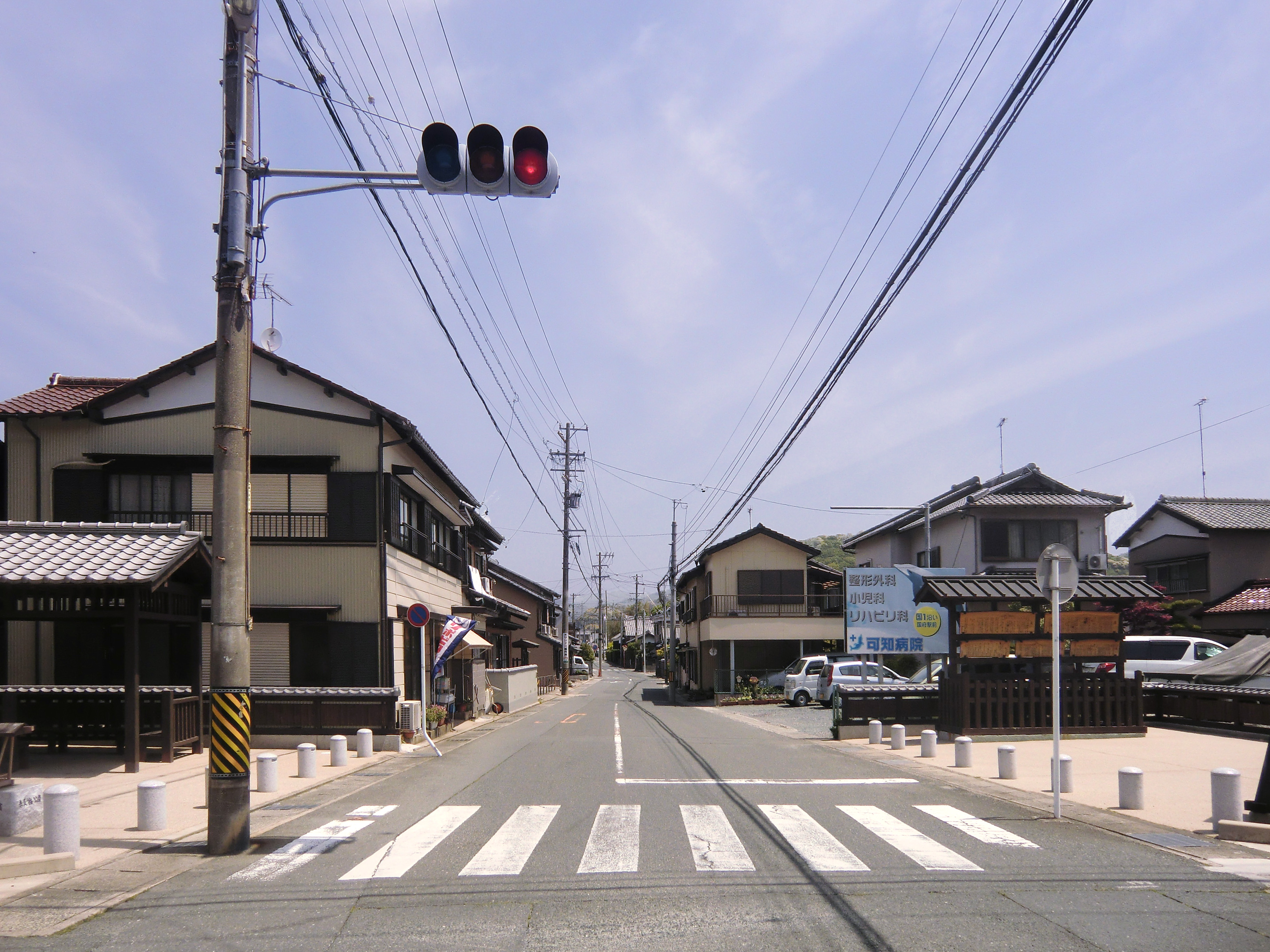
終点の赤坂紅里交差点から起点側を望む

## 概要
起点付近は大代の集落から外れた所で全く民家がなく、あるのは田畑と額田南部処理場のみである。その後萩坂峠を越えて豊川市に入り、新東名高速道路をくぐる。このあたりは完全な山道である。
坂道を下ると民家が増え始め、萩の集落を抜けて、東名高速道路の下をくぐり、名鉄名古屋本線の線路を越えると国道1号と交差し、町の中心部に入る。音羽川を渡ると終点の赤坂紅里交差点に着く。
豊川市内では山陰川と並行している。また、新東名高速道路建設に関連して豊川市萩町内の経路が山沿いの新道に切り替えられ、旧道の南西半分は県道377号単独に、北東半分は豊川市道萩雨田岩田3号線に格下げされた。

### 路線データ
- 起点：愛知県岡崎市大代町
- 終点：愛知県豊川市赤坂町（赤坂紅里交差点）
- 延長：約8.1km

## 沿革
- 1959年12月15日：認定
- 2011年4月1日：大代音羽線から大代赤坂線に名称変更

## 通過する自治体
- 愛知県
  - 岡崎市
  - 豊川市

## 接続する道路
- 愛知県道334号千万町豊川線（岡崎市大代町字三森/宮前）
- 岡崎市道大代鳥川線（岡崎市大代町字小牧田）
- 愛知県道377号豊川片寄線（萩工業団地西交差点東方で僅かに重複）
- 国道1号（赤坂町松本交差点）
- 愛知県道374号長沢国府線（赤坂紅里交差点）

## 沿線
- 額堂山
- 萩坂峠（標高267m）
- 特別養護老人ホーム リラの里
- 豊川市立萩小学校
- 萩工業団地
- 豊川市音羽運動公園
- 名鉄名古屋本線 名電赤坂駅
- 豊川信用金庫 音羽支店
- JAひまわり音羽、JAひまわりグリーンセンター音羽

## バス路線
- 豊川市コミュニティバスの音羽地区地域路線（つつじバス）が走っている。

## 別名
- 宮崎街道（岡崎市、豊川市）